# 朴村駅
座標: 北緯37度33分15.18秒 東経126度44分43.25秒 / 北緯37.5542167度 東経126.7453472度
朴村駅（パクチョンえき）は、大韓民国仁川広域市桂陽区にある仁川交通公社1号線の駅である。駅番号はI112。

## 駅構造
- 島式ホーム2面3線の地下駅。一部当駅で折り返す電車がある。

国際業務地区方面↓|□|□|↑桂陽方面

## 駅周辺
- 仁川昭陽初等学校
- 仁川陽村中学校
- 仁川礼一高等学校
- 桂陽農協
- 長堤路（朝鮮語版）

## 歴史
- 1999年10月6日 - 開業[1]。

## 駅名の由来
- 周辺地域に朴氏が多く住んでいたと伝えられることから[2]。

## 利用状況
| 路線   | 利用人数 | 利用人数 | 利用人数 | 利用人数 |
| 路線   | 2003年   | 2004年   | 2005年   | 2006年   |
| ------ | -------- | -------- | -------- | -------- |
| ●1号線 | 3034人   | 2967人   | 2876人   | 3599人   |

## 隣の駅
仁川交通公社
●1号線
橘峴駅 (I111) 朴村駅 (I112) - 林鶴駅 (I113)